# Jean Diot a Bruno Lenoir

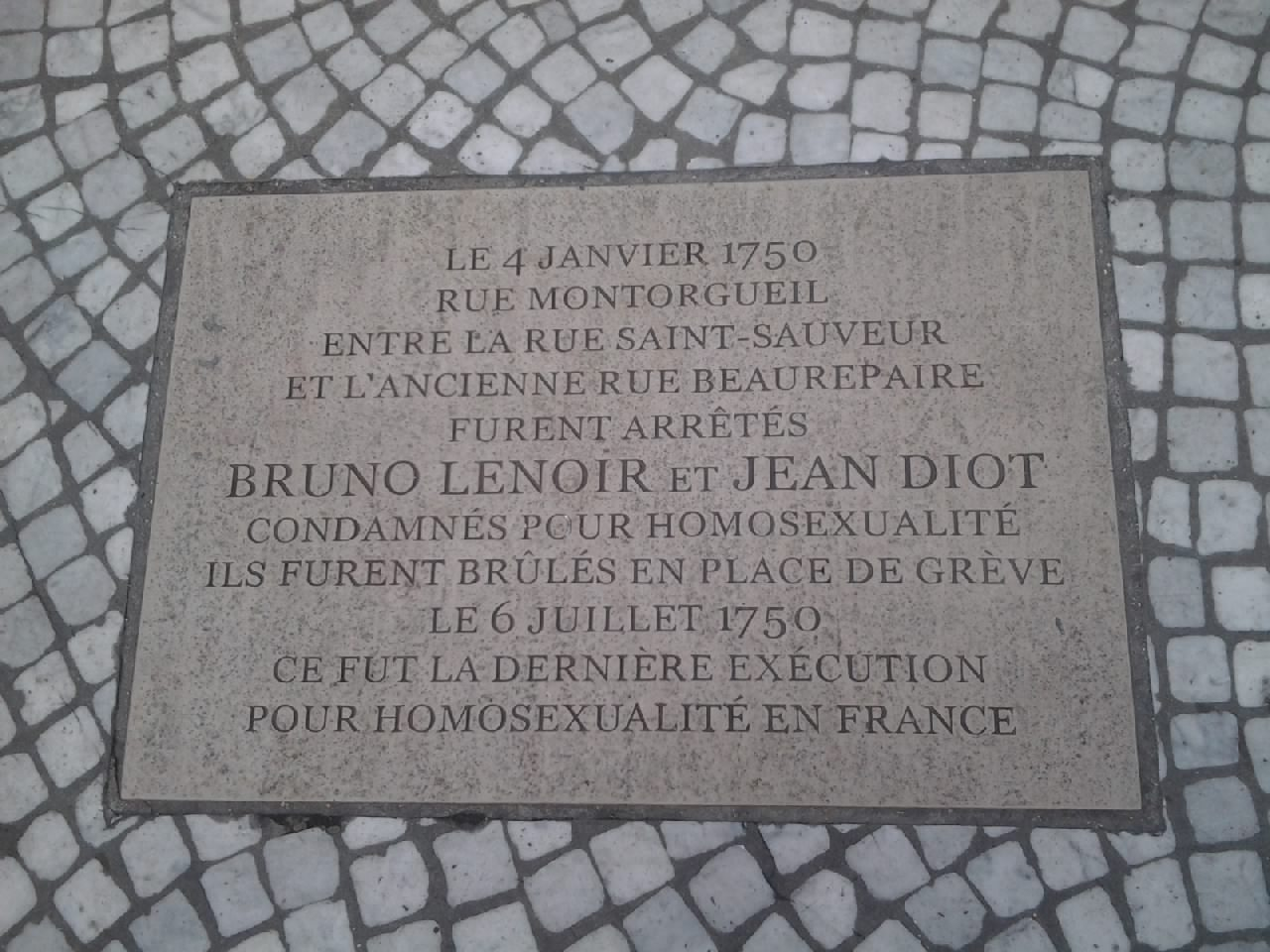
Pamětní deska v Rue Montorgueil

Jean Diot a Bruno Lenoir byli poslední dva muži, kteří byli ve Francii odsouzení k trestu smrti za praktikující homosexualitu. Byli upáleni v Paříži na Place de Grève dne 6. července 1750.

## Okolnosti
Dne 4. ledna 1750 seržant královské hlídky Julien Dauguisy podal hlášení Jacquesovi Françoisovi Charpentierovi, že téhož dne, kolem jedenácté hodiny večer viděl v Rue Montorgueil mezi Rue Saint-Sauveur a Rue Beaurepairea dva muže „v neslušném držení těla a zavrženíhodným způsobem“, z nichž jeden se mu zdál opilý. Zatkl je a uvěznil.
Obžalovaní byli vyslechnuti 9. ledna 1750. Jean Diot pracoval v nedalekém řeznictví nacházejícím se v Rue de la Fromagerie, které provozovala paní Marin; bylo mu 40 let. Bruno Lenoir byl švec a bylo mu 21 let. Ten tvrdil, že mu Jean Diot nabídl anální sex, který byl neúspěšný vzhledem k příchodu svědka. Jean Diot toto popřel, podle něj, když viděl Bruna Lenoira spícího na prahu, chtěl mu pomoci. Jean Diot neuměl psát a nemohl svou výpověď podepsat, na rozdíl od Bruna Lenoira.

## Proces a poprava
Oba obžalovaní byli chudí příslušníci třetího stavu a neměli prostředky a zejména konexe pro vhodnou obhajobu. Navíc zločin, ze kterého byli obviněni byl především skandální.
Dne 11. dubna 1750 státní žalobce žádal trest smrti upálením, který byl v tehdejší křesťanské Evropě vyhrazen pro kacíře, čarodějnice a sodomity.
Rozsudek byl vynesen 27. května 1750 a potvrzen 7. června 1750 pařížským parlamentem. Odsoudil oba muže, kteří byli znovu vyslechnuti 5. června 1750, k propadnutí veškerého majetku nebo, pokud se tak nestane, k zaplacení pokuty 200 liver každému a k upálení a vyhození jejich popela do větru. Součástí rozsudku byla klauzule retentum: „odsouzený bude tajně uškrcen, než ucítí oheň“, a také byla vyloučena možnost mučení ze strany jiných osob.
Poprava byla vykonána na Place de Grève v pondělí 6. července 1750 v 17 hodin.

## Pamětní místo
Dne 18. října 2014 byla před domem č. 67 v Rue Montorgueil, na rohu s Rue Bachaumont slavnostně odhalena pamětní deska umístěná na chodníku upomínající na tento soudní proces.
V roce 2018 došlo k opakovanému vandalismu: v květnu byl spálen umístěný pamětní věnec a v červenci byla deska potřísněna černou barvou a pokryta letáky proti homoparentalitě.